# Публий Корнелий Долабелла (проконсул Азии)
Пу́блий Корне́лий Долабе́лла (лат. Publius Cornelius Dolabella; родился не позднее 108 года до н. э. — умер после 68 года до н. э.) — римский политический деятель.

## Биография
Публий Корнелий Долабелла, возможно, — сын Луция Корнелия Долабеллы, претора в 100 году до н. э. и проконсула Дальней Испании в 99 году до н. э., и отец (возможно, приёмный) Публия Корнелия Долабеллы, консула-суффекта 44 года до н. э.
В 69 или 68 году до н. э. Публий Корнелий Долабелла — городской претор, разбирал судебный процесс Авла Цецины и некоего Эбуция.
В следующем, 68 или 67 году до н. э., Публий Корнелий — проконсул провинции Азия; передал в ведение афинского ареопага уголовное дело женщины из Смирны, которая убила своего мужа и сына из мести за другого сына от первого брака.